# Jennifer Hawkins
Jennifer Hawkins (ur. 22 grudnia 1983 w Nowej Południowej Walii) – australijska modelka, która w 2004 zdobyła tytuł Miss Universe, a później została prezenterką australijskiej stacji Channel 7.

## Życiorys
Hawkins w młodości była cheerleaderką w drużynie rugby Newcastle i drużynie basketballistów Hunter Pirates. Pracowała jako modelka, kiedy koleżanki namówiły ją do udziału w konkursie Miss Universe Australia, który wygrała.
Hawkins jako Miss Universe reprezentowała Miss Universe Organization wraz z Shandi Finnessey (Miss USA) i Shelley Hennig (Miss Teen USA). Jako panująca Miss odwiedziła m.in. Koreę, Bahamy, Brazylię, Czechy, Niemcy, Grecję, Indonezję, Kanadę, Kubę i Indie.
Jest prezenterką programu The Great Outdoors. W 2006 roku wystąpiła w australijskiej wersji Tańca z Gwiazdami i w Grasz czy nie grasz (program specjalny dla gwiazd).